# 機動戦士ガンダム エクストリームバーサス2 インフィニットブースト
『機動戦士ガンダム エクストリームバーサス2 インフィニットブースト』（きどうせんしガンダム エクストリームバーサスツー インフィニットブースト、MOBILE SUIT GUNDAM EXTREME VS. 2 INFINITE BOOST）は、バンダイナムコアミューズメントから発売され、2025年7月17日稼働のアーケードゲーム。
ガンダムシリーズを題材にしたチーム対戦型アクションゲーム『機動戦士ガンダム vs.シリーズ』の第18弾。『エクストリームバーサス』シリーズとしては第8弾（外伝の『フォース』を含めれば第9弾）となるゲーム作品。

## 概要
新システムとして「EXオーバーリミット」は「攻撃力と機動力がアップ」「発動中に敵にダメージを与えると耐久値が回復」「特殊なバリアが展開（一定量ダメージを防ぐか、発動時間終了で消滅）」などの要素が追加された。新機能の「ライトタイプ」によってほぼ全てのアクションがワンボタンで実現できる。ルート上のさまざまなエリアをたどりながら最奥のボスの撃破を目指す新CPUモードも実装する。

## 新要素

### EXバーストの仕様変更
今作は、4つのEXバーストから選択する。
前作『クロスブースト』で実装されていた5つのEXバーストのうち、「F（ファイティング）バースト」「S（シューティング）バースト」「C（カバーリング）バースト」の3つが一部仕様を調整され続投。「R（レイジング）バースト」は固有の効果が非常に扱いづらかったことに加え、プレイヤーからの評価も低かったため廃止。また、「M（モビリティ）バースト」は、「V（バーティカル）バースト」として刷新された。

### 射程外でのダメージ減少
射程距離より外での射撃が当たった場合は、一律でダメージが20％減少する仕様が実装された。EXVSシリーズの歴史では初の仕様である。ただし、EXバースト発動中は免除される。

## 登場する機動兵器

### プレイヤー機体
【】内の機体はアシスト支援機体として登場する機体。■は本作から新規に追加される機体。
機動戦士ガンダム
- ガンダム【ガンキャノン、ガンタンク】 / アムロ・レイ
- ガンダム（Gメカ）【Gファイター】 / アムロ・レイ
- ガンキャノン【ガンダム】 / カイ・シデン
- ジオング 【ゲルググ】/ シャア・アズナブル
- シャア専用ゲルググ【エルメス】 / シャア・アズナブル
- シャア専用ザクII【シャア専用ズゴック、61式戦車】 / シャア・アズナブル
- ギャン【アッザム、シャア専用ゲルググ】 / マ・クベ
- アッガイ【アッガイ、アッグ、ジュアッグ、アッグガイ】 / アカハナ
- ザクII 【ガンダム】/ ククルス・ドアン

機動戦士Ζガンダム
- Ζガンダム【メタス、百式】 / カミーユ・ビダン
- 百式【Ζガンダム、ディジェ、ド・ダイ改】 / クワトロ・バジーナ
- ディジェ【百式】 / アムロ・レイ
- ガンダムMk-II【Ζガンダム】 / エマ・シーン
- ジ・O【パラス・アテネ、ボリノーク・サマーン】 / パプテマス・シロッコ
- メッサーラ【マラサイ】 / パプテマス・シロッコ
- バウンド・ドック【ハイザック】 / ジェリド・メサ
- ガブスレイ【ガブスレイ】 / ジェリド・メサ
- マラサイ【マラサイ、ハイザック】 / ジェリド・メサ
- ハンブラビ【ハンブラビ、マラサイ】 / ヤザン・ゲーブル

機動戦士ガンダムΖΖ
- フルアーマーΖΖガンダム【Ζガンダム（ルー搭乗）、百式（ビーチャ搭乗）】 / ジュドー・アーシタ
- ΖΖガンダム【キュベレイMk-II（プル機）、ネオ・コア・ファイター】 / ジュドー・アーシタ
- Ζガンダム（ルー搭乗）【フルアーマーΖΖガンダム】 / ルー・ルカ
- キュベレイ【ガザC】 / ハマーン・カーン
- キュベレイMk-II（プル機）【ド・ダイ改、ΖΖガンダム】 / エルピー・プル
- キュベレイMk-II（プルツー機）【バウ】 / プルツー
- ドーベン・ウルフ【ドーベン・ウルフ】 / ラカン・ダカラン
- ザクIII改【リゲルグ】 / マシュマー・セロ
- アッガイ（ハマーン搭乗）【アッグ、ジュアッグ、アッグガイ、ズゴック】 / ハマーン・カーン

機動戦士ガンダム 逆襲のシャア
- νガンダム【リ・ガズィ】/ アムロ・レイ
- サザビー【ヤクト・ドーガ（ギュネイ機）、ヤクト・ドーガ（クェス機）】 / シャア・アズナブル
- リ・ガズィ【ジェガン】 / チェーン・アギ
- ヤクト・ドーガ（ギュネイ機）【ギラ・ドーガ】 / ギュネイ・ガス

機動戦士ガンダムF91
- ガンダムF91【ビギナ・ギナ、ヘビーガン】 / シーブック・アノー
- ベルガ・ギロス【デナン・ゾン】 / ザビーネ・シャル

機動戦士Vガンダム
- V2ガンダム【Vガンダムヘキサ、ガンイージ】 / ウッソ・エヴィン
- ヴィクトリーガンダム【ガンイージ】 / ウッソ・エヴィン
- ガンイージ【ガンイージ、Vガンダムヘキサ】 / ジュンコ・ジェンコ
- ゴトラタン【リグ・コンティオ】 / カテジナ・ルース
- ゲドラフ【アインラッド】 / カテジナ・ルース
- リグ・コンティオ【コンティオ】 / クロノクル・アシャー

機動戦士ガンダムUC
- フルアーマー・ユニコーンガンダム【バンシィ・ノルン、リゼル】 / バナージ・リンクス
- ユニコーンガンダム【リゼル】 / バナージ・リンクス
- デルタプラス【ジェスタ、ユニコーンガンダム】 / リディ・マーセナス
- バンシィ・ノルン / リディ・マーセナス
- バンシィ 【アンクシャ、ベースジャバー】/ マリーダ・クルス
- クシャトリヤ【ギラ・ズール（ギルボア機）】/ マリーダ・クルス
- シナンジュ【ローゼン・ズール】 / フル・フロンタル
- ローゼン・ズール / アンジェロ・ザウパー

機動戦士ガンダムNT
- ナラティブガンダム【フェネクス】 / ヨナ・バシュタ
- ユニコーンガンダム3号機フェネクス【ナラティブガンダム（C装備）、シルヴァ・バレト・サプレッサー、ジェガンA2型】 / Unknown
- シナンジュ・スタイン【ギラ・ズール（エリク機）、ギラ・ズール】 / ゾルタン・アッカネン

MSV
- 高機動型ザクII後期型（ジョニー・ライデン機）【リック・ドム】 / ジョニー・ライデン
- 高機動型ザクII改（シン・マツナガ機）【ザクII】 / シン・マツナガ

機動戦士ガンダム0080 ポケットの中の戦争
- アレックス【ジム・スナイパーII】 / クリスチーナ・マッケンジー
- ザクII改【ケンプファー】 / バーナード・ワイズマン
- ケンプファー【ザクII改】 / ミハイル・カミンスキー

機動戦士ガンダム 第08MS小隊
- ガンダムEz8【陸戦型ガンダム、陸戦型ガンダム（ジム頭）、ホバートラック】 / シロー・アマダ
- グフ・カスタム / ノリス・パッカード

MS IGLOO 一年戦争秘録
- ヅダ【ヅダ】 / ジャン・リュック・デュバル
- ヒルドルブ / デメジエール・ソンネン

機動戦士ガンダム外伝 THE BLUE DESTINY
- ブルーディスティニー1号機【ジム】 / ユウ・カジマ
- イフリート改【ドム】 / ニムバス・シュターゼン

機動戦士ガンダム外伝 ミッシングリンク
- トーリスリッター【ギラ・ドーガ（ヴィンセント機）】 / クロエ・クローチェ
- ペイルライダー（陸戦重装仕様） / クロエ・クローチェ
- 高機動型ゲルググ（ヴィンセント機）【ビショップ、 リック・ドムII】 / ヴィンセント・グライスナー
- イフリート（シュナイド機）【ピクシー（フレッド機）】 / ダグ・シュナイド

機動戦士ガンダム0083 STARDUST MEMORY
- ガンダム試作3号機【ジム・カスタム、ジム・キャノンII】 / コウ・ウラキ
- ガンダム試作1号機フルバーニアン【ジム・カスタム、ジム・キャノンII】 / コウ・ウラキ
- ガンダム試作2号機【ドム・トローペン、ザメル】 / アナベル・ガトー
- ガーベラ・テトラ【ゲルググM】 / シーマ・ガラハウ

ガンダム・センチネル
- Ex-Sガンダム / Unknown

CCA-MSV
- νガンダムHWS【リ・ガズィカスタム】 / アムロ・レイ

機動戦士ガンダム 逆襲のシャア ベルトーチカ・チルドレン
- Hi-νガンダム / アムロ・レイ
- ナイチンゲール【サイコ・ドーガ】 / シャア・アズナブル

The-Life-Sized ν Gundam Statue
- RX-93ff νガンダム 【ジェガン】 / アムロ・レイ

機動戦士ガンダム 閃光のハサウェイ
- Ξガンダム【メッサー】/ マフティー・ナビーユ・エリン
- ペーネロペー / レーン・エイム

機動戦士クロスボーン・ガンダム
- クロスボーン・ガンダムX1フルクロス 【ビギナ・ギナII（木星決戦仕様）】 / トビア・アロナクス
- クロスボーン・ガンダムX3【クロスボーン・ガンダムX1改】 / トビア・アロナクス
- クロスボーン・ガンダムX1改【クロスボーン・ガンダムX3】 / キンケドゥ・ナウ
- クロスボーン・ガンダムX2改【バタラ】/ ザビーネ・シャル
- ビギナ・ギナII（木星決戦仕様）【バーラ・トトゥガ、アラナ・アビジョ】 / ギリ・ガデューカ・アスピス
- ファントムガンダム【デスフィズ】 / フォント・ボー

機動武闘伝Gガンダム
- ゴッドガンダム【風雲再起、ガンダムマックスター】 / ドモン・カッシュ
- シャイニングガンダム【クーロンガンダム】 / ドモン・カッシュ
- マスターガンダム【風雲再起、ガンダムヘブンズソード】 / 東方不敗マスター・アジア
- ガンダムシュピーゲル【ライジングガンダム】 / シュバルツ・ブルーダー
- ドラゴンガンダム【シャイニングガンダム】 / サイ・サイシー
- ガンダムマックスター 【ドラゴンガンダム】/ チボデー・クロケット
- ライジングガンダム【ゴッドガンダム】 / レイン・ミカムラ
- ノーベルガンダム【ゴッドガンダム】 / アレンビー・ビアズリー

新機動戦記ガンダムW
- ウイングガンダムゼロ 【ガンダムヘビーアームズ改、ガンダムサンドロック改】/ ヒイロ・ユイ
- ■ウイングガンダム【ガンダムデスサイズ】/ ヒイロ・ユイ
- ガンダムデスサイズヘル【ガンダムサンドロック改、アルトロンガンダム】 / デュオ・マックスウェル
- ガンダムヘビーアームズ改【ウイングガンダムゼロ、ガンダムサンドロック改】 / トロワ・バートン
- ガンダムサンドロック改【マグアナック（ラシード機）、マグアナック（アウダ機）】 / カトル・ラバーバ・ウィナー
- アルトロンガンダム / 張五飛
- ガンダムエピオン 【ビルゴII】/ ミリアルド・ピースクラフト
- トールギスII【ウイングガンダム（レディ搭乗）】/ トレーズ・クシュリナーダ
- トールギス【リーオー】/ ゼクス・マーキス

新機動戦記ガンダムW Endless Waltz
- ウイングガンダムゼロ（EW版）【ガンダムデスサイズヘル（EW版）】 / ヒイロ・ユイ
- ガンダムデスサイズヘル（EW版）【ウイングガンダムゼロ（EW版）、 ガンダムヘビーアームズ改（EW版）、トーラス】/ デュオ・マックスウェル
- ガンダムヘビーアームズ改（EW版）【ガンダムデスサイズヘル（EW版）】 / トロワ・バートン
- トールギスIII【トーラス】 / ゼクス・マーキス

機動新世紀ガンダムX
- ガンダムDX【ガンダムエアマスターバースト、ガンダムレオパルドデストロイ、Gファルコン、GXビット】 / ガロード・ラン&ティファ・アディール
- ガンダムX【ガンダムエアマスター、ガンダムレオパルド、GXビット】 / ガロード・ラン&ティファ・アディール
- ガンダムXディバイダー【ガンダムダブルエックス、GXビット】 / ジャミル・ニート
- ガンダムヴァサーゴ・チェストブレイク【ガンダムアシュタロン・ハーミットクラブ、ドートレス・ネオ】 / シャギア・フロスト
- ベルティゴ【ジュラッグ（ポーラ・ベアー）】 / カリス・ノーティラス

∀ガンダム
- ∀ガンダム【カプル】 / ロラン・セアック
- ターンX 【マヒロー、バンデット】/ ギム・ギンガナム
- ゴールドスモー【シルバースモー】 / ハリー・オード
- カプル【コレンカプル】 / ソシエ・ハイム
- コレンカプル【カプル、∀ガンダム】 / コレン・ナンダー

機動戦士ガンダムSEED
- フリーダムガンダム【ジャスティスガンダム】 / キラ・ヤマト
- ジャスティスガンダム【フリーダムガンダム】/ アスラン・ザラ
- プロヴィデンスガンダム / ラウ・ル・クルーゼ
- ストライクガンダム【スカイグラスパー】 / キラ・ヤマト
- イージスガンダム【ブリッツガンダム】 / アスラン・ザラ
- パーフェクトストライクガンダム 【バスターガンダム】/ ムウ・ラ・フラガ
- カラミティガンダム【レイダーガンダム、フォビドゥンガンダム、ジン】 / オルガ・サブナック
- フォビドゥンガンダム【レイダーガンダム、カラミティガンダム】 / シャニ・アンドラス
- レイダーガンダム 【フォビドゥンガンダム、カラミティガンダム】/ クロト・ブエル
- ブリッツガンダム【イージスガンダム】 / ニコル・アマルフィ
- バスターガンダム 【デュエルガンダムアサルトシュラウド】/ ディアッカ・エルスマン
- デュエルガンダムアサルトシュラウド【バスターガンダム】 / イザーク・ジュール
- ラゴゥ【バクゥ】 / アンドリュー・バルトフェルド

機動戦士ガンダムSEED DESTINY
- デスティニーガンダム【レジェンドガンダム】 / シン・アスカ
- ストライクフリーダムガンダム / キラ・ヤマト
- インフィニットジャスティスガンダム【ストライクフリーダムガンダム】 / アスラン・ザラ
- レジェンドガンダム【インパルスガンダム（ルナマリア搭乗）、デスティニーガンダム】 / レイ・ザ・バレル
- デスティニーガンダム（ハイネ機） 【ブレイズザクウォーリア（ハイネ隊仕様）】 / ハイネ・ヴェステンフルス
- インパルスガンダム【ガナーザクウォーリア（ルナマリア機）】 / シン・アスカ
- インパルスガンダム (ルナマリア搭乗) 【デスティニーガンダム、レジェンドガンダム】 / ルナマリア・ホーク
- グフイグナイテッド【セイバーガンダム、インパルスガンダム】 / ハイネ・ヴェステンフルス
- ガナーザクウォーリア【インパルスガンダム、グフイグナイテッド（ハイネ機）】 / ルナマリア・ホーク
- アカツキ【インフィニットジャスティスガンダム、ムラサメ】/ ムウ・ラ・フラガ
- インフィニットジャスティスガンダム（ラクス搭乗）【ストライクフリーダムガンダム、ドムトルーパー、アカツキ】 / ラクス・クライン
- ストライクルージュ（オオトリ装備）【フリーダムガンダム、ムラサメ】 / カガリ・ユラ・アスハ
- ガイアガンダム【カオスガンダム、アビスガンダム】 / ステラ・ルーシェ

機動戦士ガンダムSEED C.E.73 STARGAZER
- スターゲイザー【シビリアンアストレイDSSDカスタム】 / ソル・リューネ・ランジュ&セレーネ・マクグリフ
- ストライクノワール【ヴェルデバスター、ブルデュエル】 / スウェン・カル・バヤン

機動戦士ガンダムSEED FREEDOM
- ■マイティーストライクフリーダムガンダム【デスティニーガンダムSpecII】 / キラ・ヤマト&ラクス・クライン
- インフィニットジャスティスガンダム弐式/ アスラン・ザラ
- ライジングフリーダムガンダム【イモータルジャスティスガンダム】 / キラ・ヤマト

機動戦士ガンダムSEED ASTRAY
- アストレイレッドフレーム / ロウ・ギュール
- アストレイレッドフレーム改 / ロウ・ギュール
- アストレイレッドフレーム（レッドドラゴン） / ロウ・ギュール
- アストレイブルーフレームセカンドL / 叢雲劾
- アストレイブルーフレームD / 叢雲劾
- アストレイゴールドフレーム天 / ロンド・ギナ・サハク
- アストレイゴールドフレーム天ミナ / ロンド・ミナ・サハク
- ドレッドノートガンダム（Xアストレイ）【ガンダムアストレイレッドフレーム】 / プレア・レヴェリー
- ハイペリオンガンダム / カナード・パルス
- ドレッドノートイータ / カナード・パルス

機動戦士ガンダム00
- ダブルオーガンダム【ケルディムガンダム、アリオスガンダム】 / 刹那・F・セイエイ
- ガンダムエクシア【ガンダムヴァーチェ、GNアームズ TYPE-E】 / 刹那・F・セイエイ
- ケルディムガンダム【ダブルオーライザー、アリオスガンダム】 / ロックオン・ストラトス
- ガンダムデュナメス 【GNアームズ TYPE-D】/ ロックオン・ストラトス
- アリオスガンダム【GNアーチャー、ダブルオーライザー】 / アレルヤ・ハプティズム
- ガンダムキュリオス【ガンダムヴァーチェ、ガンダムナドレ】 / アレルヤ・ハプティズム
- ガンダムヴァーチェ【ガンダムエクシア】 / ティエリア・アーデ
- ガンダムスローネツヴァイ【ガンダムスローネアイン、ガンダムスローネドライ】  / ミハエル・トリニティ
- ガンダムスローネドライ【ガンダムスローネアイン 、ガンダムスローネツヴァイ】 / ネーナ・トリニティ
- リボーンズガンダム【ガラッゾ（ヒリング機）、ガデッサ（リヴァイヴ機）、ガガ】 / リボンズ・アルマーク
- アルケーガンダム / アリー・アル・サーシェス
- ガラッゾ（ヒリング・ケア機）【リボーンズガンダム、ガデッサ（リヴァイヴ機）、ガガ】 / ヒリング・ケア
- スサノオ / ミスター・ブシドー
- グラハム専用ユニオンフラッグカスタム【ユニオンフラッグ】 / グラハム・エーカー
- アヘッド脳量子波対応型（スマルトロン）【アヘッド、ジンクスⅢ】 / ルイス・ハレヴィ
- ティエレンタオツー【ティエレン宇宙型、ティエレン宇宙指揮官型（セルゲイ機）】 / ソーマ・ピーリス

劇場版 機動戦士ガンダム00 -A wakening of the Trailblazer-
- ダブルオークアンタ【ガンダムサバーニャ、ブレイヴ指揮官用試験機】 / 刹那・F・セイエイ
- ガンダムサバーニャ / ロックオン・ストラトス
- ガンダムハルート【ダブルオークアンタ】 / アレルヤ・ハプティズム&ソーマ・ピーリス
- ラファエルガンダム【セラヴィーガンダムII、ガンダムハルート、ガンダムサバーニャ】 / ティエリア・アーデ
- ブレイヴ指揮官用試験機【ブレイヴ一般用試験機】 / グラハム・エーカー

機動戦士ガンダム00V
- ダブルオークアンタフルセイバー / 刹那・F・セイエイ
- ダブルオーガンダム セブンソード/G【ガンダムデュナメスリペア】 / 刹那・F・セイエイ
- アヴァランチエクシア / 刹那・F・セイエイ
- ヤークトアルケーガンダム / アリー・アル・サーシェス

機動戦士ガンダムAGE
- ガンダムAGE-FX【ガンダムAGE-1フルグランサ、ガンダムAGE-2ダークハウンド】 / キオ・アスノ
- ガンダムAGE-2 ダークハウンド【Gエグゼス ジャックエッジ、シャルドール ローグ】 / キャプテン・アッシュ
- ガンダムAGE-1 フルグランサ【ガンダムAGE-2ダークハウンド、ガンダムAGE-FX】 / フリット・アスノ
- ガンダムAGE-3【クランシェ】 / キオ・アスノ
- ガンダムAGE-2【Gバウンサー】 / アセム・アスノ
- ガンダムAGE-1【Gエグゼス、ジェノアス】/ フリット・アスノ

- ガンダムレギルス【フォーンファルシア】 / ゼハート・ガレット
- ゼイドラ【ゼダスM】 / ゼハート・ガレット
- フォーンファルシア【ガンダムレギルス】 / フラム・ナラ
- ファルシア【ゼダス】 / ユリン・ルシェル

ガンダム Gのレコンギスタ
- G-セルフ（パーフェクトパック）【G-アルケイン（フルドレス）、G-ルシファー】/ ベルリ・ゼナム
- G-セルフ【モンテーロ】 / ベルリ・ゼナム
- カバカーリー【ジーラッハ】 / マスク
- マックナイフ（マスク機）【マックナイフ（バララ機）、マックナイフ（量産機）】 / マスク
- ダハック【トリニティ】 / クリム・ニック
- モンテーロ【G-セルフ（リフレクターパック）】 / クリム・ニック
- G-アルケイン（フルドレス）【G-セルフ（パーフェクトパック）】 / アイーダ・スルガン
- ヘカテー【宇宙用ジャハナム（クリム・ニック専用機）】 / ミック・ジャック
- G-ルシファー【G-セルフ（パーフェクトパック）、G-アルケイン（フルドレス）】 / ラライヤ・アクパール&ノレド・ナグ

機動戦士ガンダム 鉄血のオルフェンズ
- ガンダム・バルバトスルプスレクス【ガンダム・グシオンリベイクフルシティ、ガンダム・フラウロス】 / 三日月・オーガス
- ガンダム・バルバトスルプス 【ガンダム・グシオンリベイクフルシティ、ガンダム・フラウロス】/ 三日月・オーガス
- ガンダム・バルバトス【ガンダム・グシオンリベイク、 流星号（グレイズ改弐）】 / 三日月・オーガス
- ガンダム・グシオンリベイクフルシティ 【ガンダム・バルバトスルプスレクス】/ 昭弘・アルトランド
- ガンダム・フラウロス【ガンダム・グシオンリベイクフルシティ、ランドマン・ロディ】 / ノルバ・シノ
- ガンダム・バエル 【ヘルムヴィーゲ・リンカー】/ マクギリス・ファリド
- ガンダム・キマリスヴィダール【レギンレイズ・ジュリア】 / ガエリオ・ボードウィン
- ガンダム・キマリストルーパー / ガエリオ・ボードウィン

機動戦士ガンダム サンダーボルト
- アトラスガンダム【ガンキャノン・アクア】 / イオ・フレミング
- フルアーマー・ガンダム/ イオ・フレミング
- サイコ・ザク / ダリル・ローレンツ
- アッガイ（ダリル搭乗）【アッガイ火力型、アッガイ重火力型、アッガイ機動型】 / ダリル・ローレンツ

機動戦士ガンダム 水星の魔女
- ■ガンダム・エアリアル（改修型）【ガンダム・ファラクト、デミトレーナー（チュチュ専用機）】 / スレッタ・マーキュリー
- ■ガンダム・エアリアル（改修型） パーメットスコア・エイト【ガンドノード】 / なし
- ガンダム・エアリアル【デミトレーナー（チュチュ専用機）】 / スレッタ・マーキュリー
- ダリルバルデ / グエル・ジェターク

- ガンダム・ファラクト / エラン・ケレス

ガンダムビルドファイターズ
- スタービルドストライクガンダム 【ガブスレイ】 / イオリ・セイ&レイジ
- ビルドストライクガンダム（フルパッケージ） / イオリ・セイ&レイジ
- ザクアメイジング / ユウキ・タツヤ
- ウイングガンダムフェニーチェ【メテオホッパー】 / リカルド・フェリーニ
- ガンダムX魔王 / ヤサカ・マオ
- 戦国アストレイ頑駄無 / ニルス・ニールセン

ガンダムビルドファイターズトライ
- トライバーニングガンダム【ライトニングガンダムフルバーニアン、スターウイニングガンダム】 / カミキ・セカイ
- ライトニングガンダムフルバーニアン / コウサカ・ユウマ
- スターウイニングガンダム/ ホシノ・フミナ
- トランジェントガンダム【ガンダムジエンド、G-ポータント】 / キジマ・ウィルフリッド

ガンダムビルドファイターズA-R
- ホットスクランブルガンダム / 三代目メイジン・カワグチ

ガンダムビルドダイバーズ
- ガンダムダブルオースカイ【ジェガンブラストマスター】 / ミカミ・リク
- ガンダムダブルオーダイバーエース【ジムIIIビームマスター】 / ミカミ・リク
- RX-零丸【武装装甲八鳥、ガンダムダブルオースカイ】 / アヤメ

ガンダムビルドダイバーズRe:RISE
- アースリィガンダム / ヒロト

SDガンダム外伝
- 騎士ガンダム / なし

ガンダムEXA
- エクストリームガンダム エクリプス-F / レオス・アロイ
- エクストリームガンダム ゼノン-F / レオス・アロイ
- エクストリームガンダム アイオス-F / レオス・アロイ
- エクストリームガンダム type-レオスII Vs.【エクストリームガンダム type-セシア エクセリア】 / レオス・アロイ
- エクストリームガンダム エクセリア【エクストリームガンダム type-レオスII Vs.】 / セシア・アウェア

Project N-EXTREME
- N-EXTREMEガンダム エクスプロージョン / アマギ・サイ
- N-EXTREMEガンダム ザナドゥ / エビハラ・チカゲ
- N-EXTREMEガンダム ヴィシャス / バルカ・ニル
- N-EXTREMEガンダム スプレマシー / ダンテ・D・ワーズロード

### コストごとの機体一覧
●は本作から新規参戦の機体、↑は機体よりコストが昇格、↓は機体よりコストが降格。
プレイヤーが使用不可の機体のコストは250、戦艦は4500で統一されている。
| 原作                              | コスト1500                                                                  | コスト2000 | コスト2500 | コスト3000                                                                                 |
| --------------------------------- | --------------------------------------------------------------------------- | --- | --- | ------------------------------------------------------------------------------------------ |
| 『1st』                           | ガンキャノン ↓シャア専用ザクII アッガイ ザクII                              | ガンダム ガンダム（Gメカ） シャア専用ゲルググ ギャン | ジオング |                                                                                            |
| 『Ζ』                             |                                                                             | ディジェ ガンダムMk-II メッサーラ ガブスレイ マラサイ ハンブラビ | Ζガンダム 百式 ジ・O バウンド・ドック |                                                                                            |
| 『ΖΖ』                            | キュベレイMk-II（プルツー機）                                               | Ζガンダム（ルー搭乗） キュベレイMk-II（プル機） ドーベン・ウルフ ザクIII改 アッガイ（ハマーン搭乗）                                                                                         | ΖΖガンダム | フルアーマーΖΖガンダム ↑キュベレイ                                                         |
| 『CCA』                           | リ・ガズィ                                                                  | ヤクト・ドーガ | | νガンダム サザビー                                                                         |
| 『F91』                           | ベルガ・ギロス                                                              | | ガンダムF91 |                                                                                            |
| 『V』                             | ガンイージ                                                                  | ヴィクトリーガンダム ゲドラフ | ゴトラタン | V2ガンダム                                                                                 |
| 『UC』                            |                                                                             | デルタプラス クシャトリヤ ローゼン・ズール | バンシィ | フルアーマー・ユニコーンガンダム ユニコーンガンダム バンシィ・ノルン シナンジュ            |
| 『NT』                            |                                                                             | ナラティブガンダム シナンジュ･スタイン | フェネクス |                                                                                            |
| 『MSV』                           |                                                                             | 高機動型ザクII後期型（ジョニー・ライデン機） 高機動型ザクII改（シン・マツナガ機） | |                                                                                            |
| 『0080』                          | アレックス ザクII改 ケンプファー                                            | | |                                                                                            |
| 『08MS』                          | ガンダムEz8 グフ・カスタム                                                  | | |                                                                                            |
| 『IGLOO』                         | ヅダ ヒルドルブ                                                             | | |                                                                                            |
| 『BD』                            | イフリート改                                                                | ブルーディスティニー1号機 | |                                                                                            |
| 『ML』                            |                                                                             | ペイルライダー（陸戦重装仕様） 高機動型ゲルググ（ヴィンセント機） イフリート（シュナイド機）                                                                                                | トーリスリッター |                                                                                            |
| 『0083』                          |                                                                             | ガンダム試作1号機フルバーニアン ガーベラ・テトラ | ガンダム試作3号機 ガンダム試作2号機 |                                                                                            |
| 『センチネル』                    |                                                                             | | | Ex-Sガンダム                                                                               |
| 『ヴァルプルギス』                |                                                                             | | オーヴェロン |                                                                                            |
| 『CCA-MSV』                       |                                                                             | | | νガンダムHWS                                                                               |
| 『CCA BC』                        |                                                                             | | | Hi-νガンダム ナイチンゲール                                                                |
| 『He-Life-Sized ν Gundam Statue』 |                                                                             | | | RX-93ff νガンダム                                                                          |
| 『ハサウェイ』                    |                                                                             | | | Ξガンダム ペーネロペー                                                                     |
| 『XB』                            |                                                                             | | クロスボーン・ガンダムX3 クロスボーン・ガンダムX1改 クロスボーン・ガンダムX2改 ビギナ・ギナⅡ（木星決戦仕様） ファントムガンダム                       | クロスボーン・ガンダムX1フルクロス                                                         |
| 『G』                             | ライジングガンダム                                                          | シャイニングガンダム ドラゴンガンダム ガンダムマックスター ノーベルガンダム | ガンダムシュピーゲル | ゴッドガンダム マスターガンダム                                                            |
| 『W』                             |                                                                             | ガンダムデスサイズヘル ガンダムヘビーアームズ改 ガンダムサンドロック改 ●ウイングガンダム | アルトロンガンダム トールギスII トールギス | ウイングガンダムゼロ ガンダムエピオン                                                      |
| 『W EW』                          |                                                                             | | ガンダムデスサイズヘル（EW版） ガンダムヘビーアームズ改（EW版）                                                                                       | ウイングガンダムゼロ（EW版） トールギスIII                                                 |
| 『X』                             |                                                                             | ガンダムX ベルティゴ | ガンダムXディバイダー | ガンダムDX ガンダムヴァサーゴ・チェストブレイク                                            |
| 『∀』                             | カプル                                                                      | コレンカプル | ゴールドスモー | ∀ガンダム ターンX                                                                          |
| 『SEED』                          | イージスガンダム バスターガンダム デュエルガンダムアサルトシュラウド ラゴゥ | ストライクガンダム カラミティガンダム フォビドゥンガンダム レイダーガンダム ブリッツガンダム                                                                                                | フリーダムガンダム ジャスティスガンダム プロヴィデンスガンダム パーフェクトストライクガンダム                                                         |                                                                                            |
| 『DESTINY』                       |                                                                             | インパルスガンダム（ルナマリア搭乗） グフイグナイテッド ガナーザクウォーリア インフィニットジャスティスガンダム (ラクス搭乗) ストライクルージュ（オオトリ装備） ガイアガンダム              | レジェンドガンダム デスティニーガンダム（ハイネ機） インパルスガンダム アカツキ                                                                       | デスティニーガンダム ストライクフリーダムガンダム インフィニットジャスティスガンダム       |
| 『STARGAZER』                     |                                                                             | スターゲイザー | ストライクノワール |                                                                                            |
| 『FREEDOM』                       |                                                                             | | ライジングフリーダムガンダム | ●マイティ―ストライクフリーダムガンダム インフィニットジャスティスガンダム弐式              |
| 『ASTRAY』                        |                                                                             | アストレイレッドフレーム アストレイブルーフレームセカンドL アストレイゴールドフレーム天 ドレッドノートガンダム（Xアストレイ） ハイペリオンガンダム                                          | アストレイレッドフレーム改 アストレイレッドフレーム（レッドドラゴン） アストレイブルーフレームD アストレイゴールドフレーム天ミナ ドレッドノートイータ |                                                                                            |
| 『00』                            | アヘッド脳量子波対応型（スマルトロン） ティエレンタオツー                   | ガンダムエクシア ガンダムデュナメス ガンダムキュリオス ガンダムヴァーチェ ガンダムスローネツヴァイ ガンダムスローネドライ ガラッゾ（ヒリング・ケア機） グラハム専用ユニオンフラッグカスタム | ケルディムガンダム アリオスガンダム アルケーガンダム スサノオ                                                                                         | ダブルオーガンダム リボーンズガンダム                                                      |
| 『劇場版00』                      |                                                                             | | ラファエルガンダム ブレイヴ指揮官用試験機 | ダブルオークアンタ ガンダムサバーニャ ガンダムハルート                                     |
| 『00V』                           |                                                                             | | ガンダムアヴァランチエクシア | ダブルオークアンタ フルセイバー ダブルオーガンダム セブンソード/G ヤークトアルケーガンダム |
| 『AGE』                           |                                                                             | ガンダムAGE-1 ファルシア | ガンダムAGE-1 フルグランサ ガンダムAGE-3 ガンダムAGE-2 ゼイドラ フォーンファルシア                                                                    | ガンダムAGE-FX ガンダムAGE-2 ダークハウンド ガンダムレギルス                               |
| 『Gレコ』                         | G-ルシファー                                                                | マックナイフ（マスク機） モンテーロ G-アルケイン（フルドレス） ヘカテー | G-セルフ ダハック | G-セルフ（パーフェクトパック） カバカーリー                                                |
| 『鉄血』                          |                                                                             | ガンダム・バルバトス ガンダム・フラウロス ガンダム・キマリストルーパー | ガンダム・バルバトスルプス ガンダム・グシオンリベイクフルシティ                                                                                       | ガンダム・バルバトスルプスレクス ガンダム・バエル ガンダム・キマリスヴィダール             |
| 『TB』                            |                                                                             | アッガイ（ダリル搭乗） | アトラスガンダム フルアーマー・ガンダム サイコ・ザク                                                                                                  |                                                                                            |
| 『水星の魔女』                    |                                                                             | ガンダム・エアリアル ガンダム・ファラクト | ●ガンダム・エアリアル（改修型）パーメットスコア・エイト ●ガンダム・エアリアル (改修型) ダリルバルデ                                                   |                                                                                            |
| 『BF』                            |                                                                             | ビルドストライクガンダム（フルパッケージ） ザクアメイジング ガンダムX魔王 | ウイングガンダムフェニーチェ 戦国アストレイ頑駄無 | スタービルドストライクガンダム                                                             |
| 『BFT』                           |                                                                             | | トライバーニングガンダム ライトニングガンダムフルバーニアン スターウイニングガンダム トランジェントガンダム                                           |                                                                                            |
| 『BFA-R』                         |                                                                             | | | ホットスクランブルガンダム                                                                 |
| 『GBD』                           |                                                                             | ↓ガンダムダブルオーダイバーエース | RX-零丸 | ガンダムダブルオースカイ                                                                   |
| 『GBDR』                          |                                                                             | | アースリィガンダム |                                                                                            |
| 『SD』                            |                                                                             | | 騎士ガンダム |                                                                                            |
| 『EXA』                           |                                                                             | | エクストリームガンダム エクリプス-F エクストリームガンダム ゼノン-F エクストリームガンダム アイオス-F エクストリームガンダム エクセリア               | エクストリームガンダム type-レオスII Vs.                                                   |
| 『N-EXTREME』                     | N-EXTREMEガンダム スプレマシー                                              | N-EXTREMEガンダム ザナドゥ | N-EXTREMEガンダム ヴィシャス | N-EXTREMEガンダム エクスプロージョン                                                       |

### ボス・最終ボス
ルートバトルに登場するボス機体。
『機動戦士ガンダム』
- ジオング（完成機） / シャア・アズナブル

『機動戦士ガンダムUC』
- シャンブロ / ロニ・ガーベイ

## ステージ
機動戦士ガンダム
- サイド7

機動戦士Ζガンダム
- ニュー・ホンコン

機動戦士ガンダム 逆襲のシャア
- アクシズ

機動武闘伝Gガンダム
- ランタオ島

機動新世紀ガンダムX
- ニュータイプ研究所

機動戦士ガンダムSEED
- アフリカ砂漠

機動戦士ガンダムSEED DESTINY
- アーモリー・ワン

機動戦士ガンダム00
- REBIRTH

機動戦士ガンダムUC
- トリントン基地周辺

機動戦士ガンダムAGE
- ミンスリー

ガンダム Gのレコンギスタ
- キャピタル・テリトリィ
- ギアナ高地

機動戦士ガンダムNT
- 学園都市メーティス

機動戦士ガンダム 鉄血のオルフェンズ
- 農業プラント

機動戦士ガンダムSEED ASTRAY
- ギガフロート

本作オリジナル
- 廃棄コロニー（地球周辺）
- 丘陵地帯
- 小惑星

機動戦士ガンダム 水星の魔女
- アスティカシア高等専門学園

## 音楽

### テーマ曲
X_AXIS
Survive Said The Prophetによるテーマソング。作詞はYosh、作曲・編曲はSurvive Said The Prophet。

### 戦闘中BGM
機動戦士ガンダム
- 窮地に立つガンダム
- めぐりあい / 歌：井上大輔

機動戦士Ζガンダム
- モビルスーツ戦
- 閃光の中のMS
- 宇宙を駆ける

機動戦士ガンダムΖΖ
- サイレント・ヴォイス / 歌：ひろえ純
- 始動！ダブル・ゼータ

機動戦士ガンダムF91
- 君を見つめて-The time I’m seeing you- / 歌：森口博子
- F91ガンダム出撃

機動戦士Vガンダム
- STAND UP TO THE VICTORY 〜トゥ・ザ・ヴィクトリー〜 / 歌：川添智久
- 夏に春の祭典を！

機動新世紀ガンダムX
- 死線
- Resolution / 歌：ROMANTIC MODE

機動戦士ガンダム 第08MS小隊
- 嵐の中で輝いて / 歌：米倉千尋
- VII

∀ガンダム
- 光軸のなぞるもの
- 地よりはずめと

機動戦士ガンダム0080 ポケットの中の戦争
- いつか空に届いて / 歌：椎名恵

機動戦士ガンダム0083 STARDUST MEMORY
- MEN OF DESTINY / 歌：MIQ

機動戦士ガンダム00
- TRANS-AM RAISER
- O-RAISER
- FORWARD
- FIGHT
- 罠 / 歌：THE BACK HORN
- COUNTER ATTACK

機動戦士ガンダムUC
- UNICORN
- MOBILE SUIT

新機動戦記ガンダムW Endless Waltz
- Enforcement Rush
- LAST IMPRESSION / 歌：TWO-MIX
- WHITE REFLECTION / 歌：TWO-MIX

機動戦士ガンダム 逆襲のシャア
- SALLY <出撃>
- SWAN <白鳥>
- SACRIFICE

機動武闘伝Gガンダム
- FLYING IN THE SKY / 歌：鵜島仁文
- 我が心 明鏡止水〜されどこの掌は烈火の如く
- 燃え上がれ闘志-忌まわしき宿命を越えて

機動戦士ガンダムSEED
- STRIKE出撃
- あんなに一緒だったのに / 歌：See-Saw
- GUNDAM出撃
- 暁の車 / 歌：FictionJunction YUUKA
- 悪の3兵器
- 立ち上がれ！怒りよ

機動戦士ガンダムSEED DESTINY
- キラ、その心のままに
- 覚醒シン・アスカ
- Life Goes On / 歌：有坂美香
- GAIA×CHAOS×ABYSS
- 妖気と微笑み
- ミッション開始

機動戦士ガンダムSEED ASTRAY
- 赤い一撃
- サーペントテール：ミッション開始
- 選ばれし者
- 憎悪
- 運命の子

機動戦士クロスボーン・ガンダム
- 宇宙海賊クロスボーンバンガード戦闘テーマ
- スカルハート見参
- 帝国からの襲撃
- 鋼鉄の七人

機動戦士ガンダム外伝 THE BLUE DESTINY
- THE FRONT
- 戦慄のブルー

機動戦士ガンダム MS IGLOO
- 機動戦
- 進出ス！

機動戦士ガンダム00 -A wakening of the Trailblazer-
- FINAL MISSION〜QUANTAM BURST
- INNOVADE & INNOVATOR
- 閉ざされた世界 / 歌：THE BACK HORN

新機動戦記ガンダムW
- 思春期を殺した少年の翼
- RHYTHM EMOTION / 歌：TWO-MIX

機動戦士ガンダムSEED C.E.73 STARGAZER
- STARGAZER 〜星の扉〜 / 歌：根岸さとり
- M05

ガンダム・センチネル
- Superior Attack
- New Desides

機動戦士ガンダム 閃光のハサウェイ
- その名はマフティー・ナビーユ・エリン
- レーン・エイムのテーマ
- 強襲

機動戦士ガンダムAGE
- ガンダムAGE-2-運命の先へ
- ガンダムAGE-3-覚醒
- 君の中の英雄 / 歌：栗林みな実

ガンダムEXA
- Divine Act -The EXTREME-
- The End of Authority
- Divine Act-The EXTREME-revised
- Divine Act-The EXTREME-MAXI BOOST
- The End of Authority -revised

ガンダム Gのレコンギスタ
- コア・ファイターと共に
- ふたりのまほう / 歌：May J.
- 天気晴朗なり

機動戦士ガンダム 鉄血のオルフェンズ
- Mobile Suit Gundam:Iron-Blooded Orphans
- Surface of the Iron-Blooded Orphans
- All Out

機動戦士ガンダム外伝 ミッシングリンク
- MARCHOSIAS
- FALLEN ANGEL

機動戦士ガンダム サンダーボルト
- あなたのお相手〜I'm your baby〜 / 歌：ICI a.k.a 市川愛
- Groovy Duel
- 色悪 / 歌：The Yellow Tricycle

ガンダムビルドファイターズ
- build-fight
- GUNDAM BUILD FIGHTERS
- メイジン〜通常のフラメンコの6倍の情熱〜

ガンダムビルドファイターズトライ
- セルリアン / 歌：BACK-ON
- トライファイターズ
- ガンダバダガンダバダ

SDガンダム外伝
- ボスをたおせ

機動戦士ガンダムNT
- Vigilante / 歌：mpi&Gemie

ガンダムビルドダイバーズ
- フォース・ビルドダイバーズ！
- 衝突-譲れない闘い-

機動戦士ガンダムヴァルプルギス
- Theme of Over.on

Project N-EXTREME
- Battle of NEXTREME
- on the E.D.G.E
- Junp in X in Luck
- Vreak jaggies
- S-ec-RE-CY

ガンダムビルドダイバーズReRise
- 崖っぷちのヒーロー
- リライズ / 歌：スピラ・スピカ

機動戦士ガンダム 水星の魔女
- AERIAL REBUILD
- Fix Release

機動戦士ガンダムSEED FREEDOM
- フリーダム突入
- 陥穽
- 自由を賭けた決戦